# Hiliamodula
Hiliamodula is een bestuurslaag in het regentschap Nias Selatan van de provincie Noord-Sumatra, Indonesië. Hiliamodula telt 164 inwoners (volkstelling 2010).